# Partido Anti-Administración
El partido Anti-Administración era una facción política informal en los Estados Unidos liderada por James Madison y Thomas Jefferson que se oponían a las políticas del entonces  Secretario del Tesoro Alexander Hamilton en el primer mandato del presidente de Estados Unidos George Washington. No era un partido político organizado, sino una facción no organizada. La mayoría de los miembros habían sido Anti-Federalists en 1788, que se habían opuesto a la ratificación de la Constitución de Estados Unidos. Sin embargo, la situación fue fluida, con miembros que se unieron y se fueron.
Aunque los contemporáneos a menudo se referían a los oponentes de Hamilton como "Anti-Federalistas", ese término ahora se ve como impreciso ya que varios líderes Anti-Administración apoyaron la ratificación, incluido el representante de Virginia James Madison. Se unió a ex antifederalistas para oponerse a los planes financieros de Hamilton en 1790.
Después de que Jefferson asumió el liderazgo de la oposición a Hamilton en 1792, la facción se convirtió en un partido formal, el Partido Republicano de Jefferson, que a menudo es llamado Partido Republicano-Demócrata por historiadores y politólogos.

## Historia
En la Convención Constitucional de 1787 y durante el proceso de ratificación en 1788, Madison fue uno de los defensores más destacados de un gobierno nacional fuerte. Escribió "The Federalist Papers", junto con Hamilton y John Jay. En 1789 y 1790, Madison fue un líder en apoyo del nuevo gobierno federal.
En ese momento, el concepto de un partido de oposición leal era novedoso. Sin embargo, Madison se unió a Henry Tazewell y otros para oponerse al "Primer informe sobre el crédito público" de Hamilton en enero de 1790. La creación de la coalición marcó el surgimiento del partido Anti-Administración, que entonces se basó casi exclusivamente en el  Sur. Madison argumentó que pagar la deuda recompensaba  especuladores, y su propuesta de reembolsar sólo a los bonistas originales fue rechazada por una votación de 36 a 13. El informe de Hamilton también preveía la asunción de la deuda estatal por parte del gobierno federal. Dado que Massachusetts, Connecticut y Carolina del Sur adeudaban casi la mitad de esta deuda, a otros estados les molestaba la asunción. La Cámara de Representantes de la Cámara de Representantes de los Estados Unidos aprobó el proyecto de ley sin suponer, pero el Senado del Senado de los Estados Unidos incluyó esa disposición. El punto muerto se rompió por el Compromiso de 1790, un acuerdo entre Madison y el  Secretario de Estado Jefferson por un lado y Hamilton por el otro, que incluía tanto la suposición como la ubicación de la capital nacional en el sur, que más tarde se convirtió en el Distrito de Columbia.
En el verano de 1791, Jefferson y Madison llevaron al periodista Philip Freneau, un apasionado editor de un periódico antifederalista de la ciudad de Nueva York, a Filadelfia para iniciar un periódico anti-administración, el "National Gaceta". Jefferson otorgó a Freneau el único puesto de patrocinio del Departamento de Estado que tenía.
Durante el  Segundo Congreso, los elementos Anti-Administración fueron más numerosos e incluyeron alrededor de 32 miembros de la Cámara de 72. En 1791, Madison y Hamilton se enfrentaron nuevamente después de que este último propuso la creación de un Primer banco de los Estados Unidos (banco nacional). Los plantadores del sur se opusieron, pero los comerciantes urbanos apoyaron la idea. Madison calificó al Banco de inconstitucional, pero Hamilton argumentó con éxito que la Cláusula necesaria y adecuada de la Constitución permitía al banco.
Las Guerras Revolucionarias Francesas, que comenzaron en abril de 1792, endurecieron las diferencias entre las facciones. El partido Pro-Administración generalmente apoyaba a los británicos o deseaba permanecer neutral, pero el partido Anti-Administración apoyaba a los franceses. Jefferson se unió a este último partido en 1792, y se impugnó en las elecciones de ese año y se lo llamó Partido Republicano. La política ahora se volvió más estable, con partidos bien definidos (el Partido Federalista de Hamilton y el Partido Republicano de Jefferson). Eso creó el Sistema de Primer Partido, que duró dos décadas.

## Otras lecturas
- Banning, Lance. The Jeffersonian Persuasion: Evolution of a Party Ideology (1978).
- Bordewich, Fergus M. The First Congress: How James Madison, George Washington, and a Group of Extraordinary Men Invented the Government (2016).
- Bowling, Kenneth R. and Donald R. Kennon, eds. Perspectives on the History of Congress, 1789–1801 (2000).
- Charles, Joseph. The Origins of the American Party System (1956); reprints articles in William and Mary Quarterly.
- Cunningham, Noble E., Jr. Jeffersonian Republicans: The Formation of Party Organization: 1789–1801 (1957); highly detailed party history.
- Elkins, Stanley and Eric McKitrick. The Age of Federalism; (1995) online version Archivado el 5 de mayo de 2012 en Wayback Machine., the standard highly detailed political history of 1790s.
- Hoadley, John F. "The Emergence of Political Parties in Congress, 1789–1803". American Political Science Review (1980). 74(3): 757–779. in JSTOR. Looks at the agreement among members of Congress in their roll-call voting records. Multidimensional scaling shows the increased clustering of congressmen into two party blocs from 1789 to 1803, especially after the Jay Treaty debate; shows politics was moving away from sectionalism to organized parties.
- Libby, O. G. "Political Factions in Washington's Administration". NDQ: North Dakota Quarterly (1913). vol. 3#3 pp. 293–318; full text online, looks at votes of each Congressman.